# Шлемрова, Ружена
Ружена Шлемрова (чеш. Růžena Šlemrová, урождённая Ружена Махова; 10 ноября 1886, Пльзень, Австро-Венгрия — 24 августа 1962, Прага, ЧССР) — чешская и чехословацкая актриса театра и кино.

## Биография
Родилась в семье школьного учителя. В 1908 году вместе с родителями переехала в Прагу. После окончания гимназии, брала частные уроки актёрского мастерства.
В 1919 году вышла замуж за Роберта Шлемра, кинопродюсера и соучредителя киностудии Hostivař.
Похоронена на кладбище Винограды в Праге.

## Творчество
В 1909 году дебютировала на сцене нового Пражского театра на Виноградах, где выступала (за исключением периода 1944—1947) до 1948 года. Одновременно, играла в 1930-х — 1940-х годах в Пражском Камерном Театре, который вместе с Театром на Виноградах с 1929 года входил в состав так называемых Городских театров Праги.
Амплуа — комедийная актриса.
Снималась в кино, в том числе, немом. С момента появления звукового фильма в 1930 году до конца Второй мировой войны в 1945 году снялась в около 60 фильмах, играла, в основном, энергичных, болтливых дам из высшего общества.
С 1914 по 1956 год снялась в 77 кинофильмах.

## Избранная фильмография
- 1914 — Ночной террор (немой)
- 1920 — Две матери (немой)

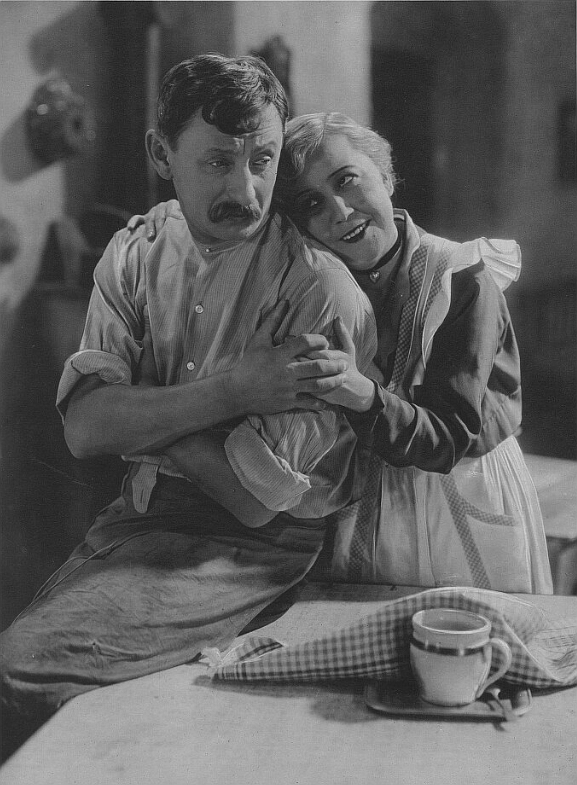
Власта Буриан и Ружена Шлемрова в фильме «Антон Шпелец, снайпер», 1932 г.

- 1921 — Муж миссис Милены — Милена (немой)
- 1921 — Старый монах — Марта (немой)
- 1921 — Над бездной — Нелли Бруннер (немой)
- 1921 — Шипы и цветы — жена фабриканта Труха (немой)
- 1922 — The Dead Live — Донья Терезита, хозяйка пивной (немой)
- 1922 — Последний поцелуй — оперная певица Клео Пучелли (немой)
- 1926 — Русалка — Русская «княгиня» Витконская (немой)
- 1928 — Роман в большом отеле
- 1931 — Мужчины в офсайде — Шмальфусова
- 1932 — Антон Шпелец, снайпер — Тереза
- 1936 – Верблюд — через игольное ушко – госпожа Штепанова
- 1937 — Адвокатесса Вера — мать Веры
- 1939 — Девушка в голубом — пани Смрчинска
- 1940 — Адам и Ева — Гелена Троянова
- 1940 — Пациентка доктора Гегла — Кршижова
- 1940 — Тихой ночью
- 1940 – Катакомбы – Мальвина
- 1941 — Начальник станции
- 1942 — Золотое дно
- 1945 — Обручальное кольцо — баронесса
- 1952 — Комические рассказы Гашека — княгиня
- 1952 — Молодые годы
- 1953 — Ангел в отпуске — Пихлова, отдыхающая
- 1954 — Серебряный ветер — хозяйка квартиры